# La Bauche
Pour les articles homonymes, voir Bauche (homonymie).
La Bauche est une commune française située dans le département de la Savoie, en région Auvergne-Rhône-Alpes. Elle fait partie de l'Avant-Pays savoyard, entité de la Savoie.

## Géographie

### Situation et description

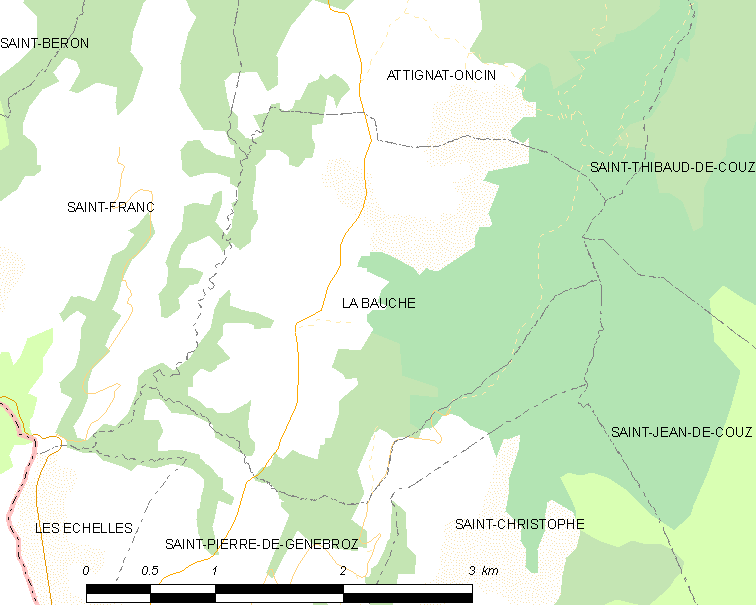
Plan du territoire de La Bauche.

L'altitude moyenne de la commune est de 520 mètres. On distingue que le paysage de cette commune est  principalement composé de petites collines souvent dénudées (en effet, la forêt ne compose que 16 % de la commune). Située dans le massif de la Chartreuse, la commune est rattachée à la communauté de communes Cœur de Chartreuse.

### Climat
Pour des articles plus généraux, voir Climat d'Auvergne-Rhône-Alpes et Climat de la Savoie.
En 2010, le climat de la commune est de type climat de montagne, selon une étude du Centre national de la recherche scientifique s'appuyant sur une série de données couvrant la période 1971-2000. En 2020, Météo-France publie une typologie des climats de la France métropolitaine dans laquelle la commune est exposée à un climat de montagne ou de marges de montagne et est dans la région climatique Alpes du nord, caractérisée par une pluviométrie annuelle de 1 200 à 1 500 mm, irrégulièrement répartie en été.
Pour la période 1971-2000, la température annuelle moyenne est de 10,1 °C, avec une amplitude thermique annuelle de 17,8 °C. Le cumul annuel moyen de précipitations est de 1 413 mm, avec 10,2 jours de précipitations en janvier et 8,4 jours en juillet. Pour la période 1991-2020, la température moyenne annuelle observée sur la station météorologique de Météo-France la plus proche, « Pont-de-Beauvoisin », sur la commune du Pont-de-Beauvoisin à 9 km à vol d'oiseau, est de 11,8 °C et le cumul annuel moyen de précipitations est de 1 166,3 mm,. Pour l'avenir, les paramètres climatiques de la commune estimés pour 2050 selon différents scénarios d'émission de gaz à effet de serre sont consultables sur un site dédié publié par Météo-France en novembre 2022.

### Voies de communication
Le territoire communal est traversé par la RD 521.

## Urbanisme

### Typologie
Au 1er janvier 2024, La Bauche est catégorisée commune rurale à habitat dispersé, selon la nouvelle grille communale de densité à sept niveaux définie par l'Insee en 2022.
Elle est située hors unité urbaine. Par ailleurs la commune fait partie de l'aire d'attraction de Chambéry, dont elle est une commune de la couronne,. Cette aire, qui regroupe 115 communes, est catégorisée dans les aires de 200 000 à moins de 700 000 habitants,.

### Occupation des sols
L'occupation des sols de la commune, telle qu'elle ressort de la base de données européenne d’occupation biophysique des sols Corine Land Cover (CLC), est marquée par l'importance des territoires agricoles (52,5 % en 2018), en augmentation par rapport à 1990 (42,9 %). La répartition détaillée en 2018 est la suivante : 
forêts (47,5 %), prairies (42,1 %), zones agricoles hétérogènes (10,4 %).
L'IGN met par ailleurs à disposition un outil en ligne permettant de comparer l’évolution dans le temps de l’occupation des sols de la commune (ou de territoires à des échelles différentes). Plusieurs époques sont accessibles sous forme de cartes ou photos aériennes : la carte de Cassini (XVIIIe siècle), la carte d'état-major (1820-1866) et la période actuelle (1950 à aujourd'hui).

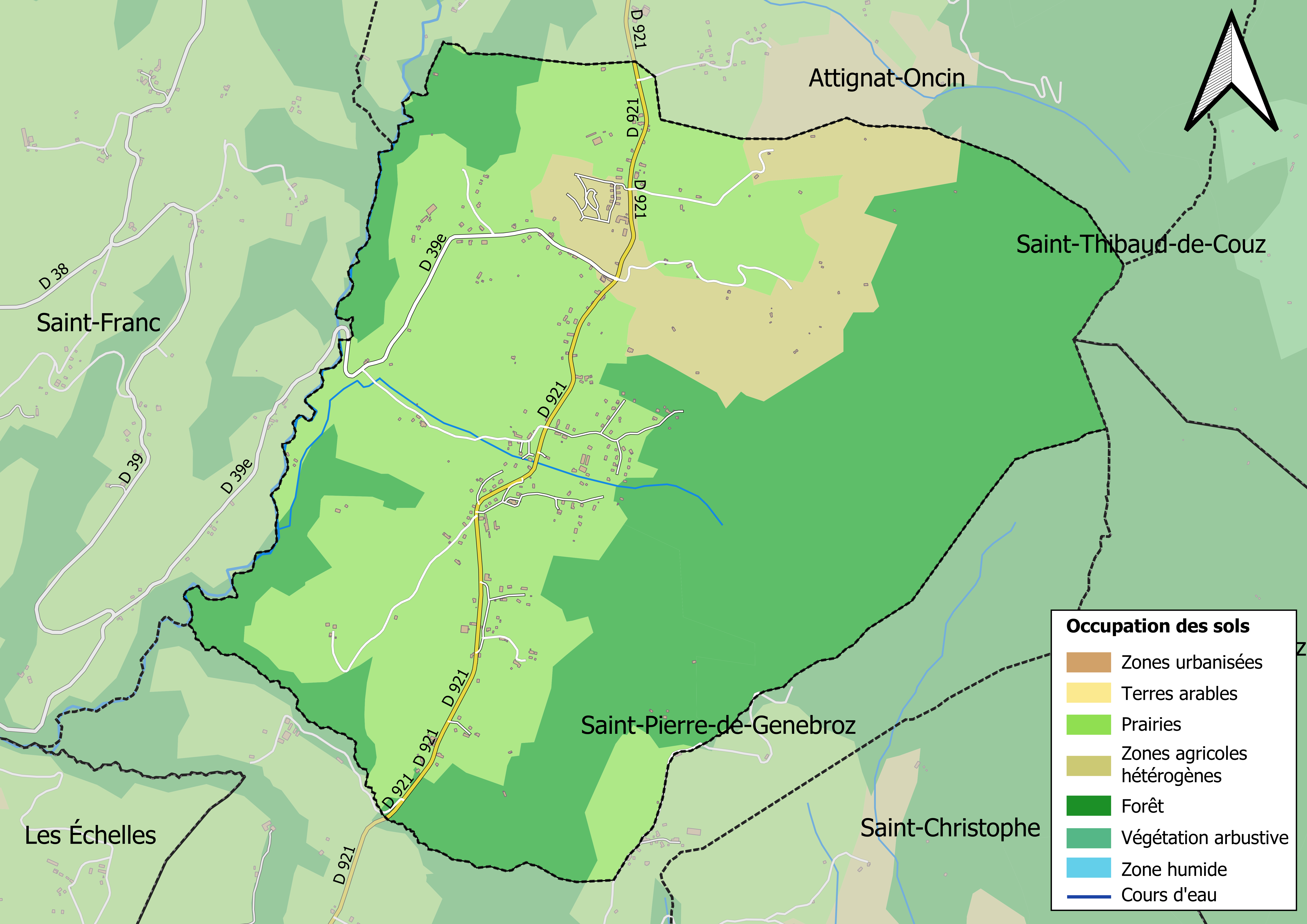
Carte des infrastructures et de l'occupation des sols en 2018 (CLC) de la commune.
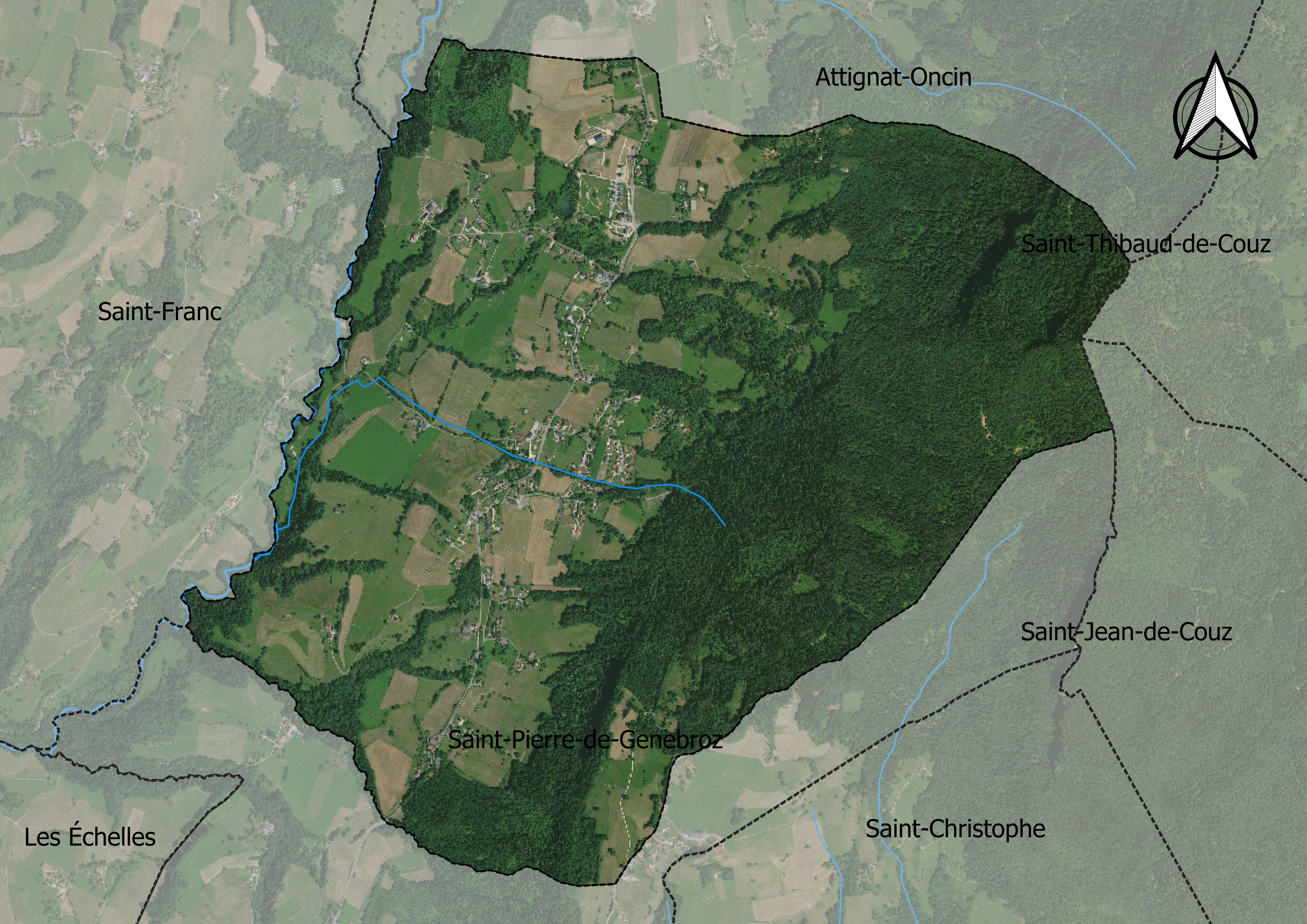
Carte orthophotogrammétrique de la commune.

## Toponymie
Les formes anciennes du nom de la commune sont Boscha, Bochia, Bolca, la Bôche, la Bosche, la Bôg. Adolphe Gros relève notamment Ecclesia de Boschia (1142), Capella de Bochia (XIVe siècle), La Boche (1627) ou encore La Bosche (1729).
Le toponyme de La Bauche du latin boscus qui désigne le bois,. Le chanoine Gros précise « qu'il serait beaucoup plus correct d'écrire : La Boche ».
En francoprovençal, le nom de la commune s'écrit La Boush, selon la graphie de Conflans. En savoyard, le mot bôche désigne un tas de bois.

## Histoire
La Bauche appartenait à la paroisse de l'Assomption.
Au cours de la période d'occupation du duché de Savoie par les troupes révolutionnaires françaises, à la suite du rattachement de 1792, le commune appartient au canton des Échelles, au sein du département du Mont-Blanc.
- 1828 : en souvenir de ses séjours au château de La Bauche, chez sa tante, la comtesse Perrin d'Avressieux, et de son ancien professeur de français, de latin et de dessin, l'abbé André Isnard, curé de la paroisse, Xavier de Maistre a offert à l'église de l'Assomption le tableau représentant l'Assomption de la Vierge, qu'il a peint à Pise en 1828. Le monument des frères Xavier et Joseph de Maistre  est érigé devant le château des ducs de Savoie à Chambéry.
- 1862 : la  source d'eau ferrugineuse fréquentée à l'époque romaine est redécouverte par le comte sarde Edoardo Crotti di Costiglione qui en relance l'exploitation en 1862 pour soigner l'anémie et les affections du sang[16].
- 1878 : la Bauche est pourvue en 1878 de chalets et d'un hôtel voués à l'accueil des curistes.
- 1892 : le Musée archéologique des bains de La Bauche est inauguré en 1892

L'origine du mot "La Bauche" vient de "Les Bauches" c'est-à-dire "marécage, zone humide". Jusqu'à la fin du XVIIIe siècle, on écrivait : La Bosche, et ce n'est qu'à partir du début du XIXe siècle qu'on trouve le nom de la commune écrit sous la forme actuelle de La Bauche.

## Économie
Le commune fait partie de l'aire géographique de production et transformation du « Bois de Chartreuse », la première AOC de la filière Bois en France,.

## Politique et administration
| Période                                  | Période      | Identité        | Étiquette | Qualité |
| ---------------------------------------- | ------------ | --------------- | --------- | ------- |
| Les données manquantes sont à compléter. |              |                 |           |         |
| maire en 1915                            | ?            | Noël Modelon    |           |         |
| mars 2001                                | octobre 2016 | Roger Villien   | PS        |         |
| février 2017                             | En cours     | Evelyne Labrude |           |         |

## Population et société

### Démographie
Ses habitants sont appelés les Bauchois(es).

L'évolution du nombre d'habitants est connue à travers les recensements de la population effectués dans la commune depuis 1793. Pour les communes de moins de 10 000 habitants, une enquête de recensement portant sur toute la population est réalisée tous les cinq ans, les populations de référence des années intermédiaires étant quant à elles estimées par interpolation ou extrapolation. Pour la commune, le premier recensement exhaustif entrant dans le cadre du nouveau dispositif a été réalisé en 2006.

En 2022, la commune comptait 541 habitants, en évolution de +6,71 % par rapport à 2016 (Savoie : +3,63 %, France hors Mayotte : +2,11 %).
| 1793 | 1800 | 1806 | 1822 | 1838 | 1848 | 1858 | 1861 | 1866 |
| ---- | ---- | ---- | ---- | ---- | ---- | ---- | ---- | ---- |
| 494  | 540  | 565  | 685  | 660  | 537  | 465  | 443  | 446  |

| 1872 | 1876 | 1881 | 1886 | 1891 | 1896 | 1901 | 1906 | 1911 |
| ---- | ---- | ---- | ---- | ---- | ---- | ---- | ---- | ---- |
| 460  | 473  | 486  | 452  | 446  | 410  | 338  | 333  | 328  |

| 1921 | 1926 | 1931 | 1936 | 1946 | 1954 | 1962 | 1968 | 1975 |
| ---- | ---- | ---- | ---- | ---- | ---- | ---- | ---- | ---- |
| 258  | 257  | 249  | 246  | 276  | 226  | 208  | 179  | 154  |

| 1982 | 1990 | 1999 | 2006 | 2011 | 2016 | 2021 | 2022 | - |
| ---- | ---- | ---- | ---- | ---- | ---- | ---- | ---- | - |
| 117  | 171  | 224  | 285  | 471  | 507  | 525  | 541  | - |

### Enseignement
La commune de La Bauche relève de l'académie de Grenoble.

## Culture locale et patrimoine

### Lieux et monuments

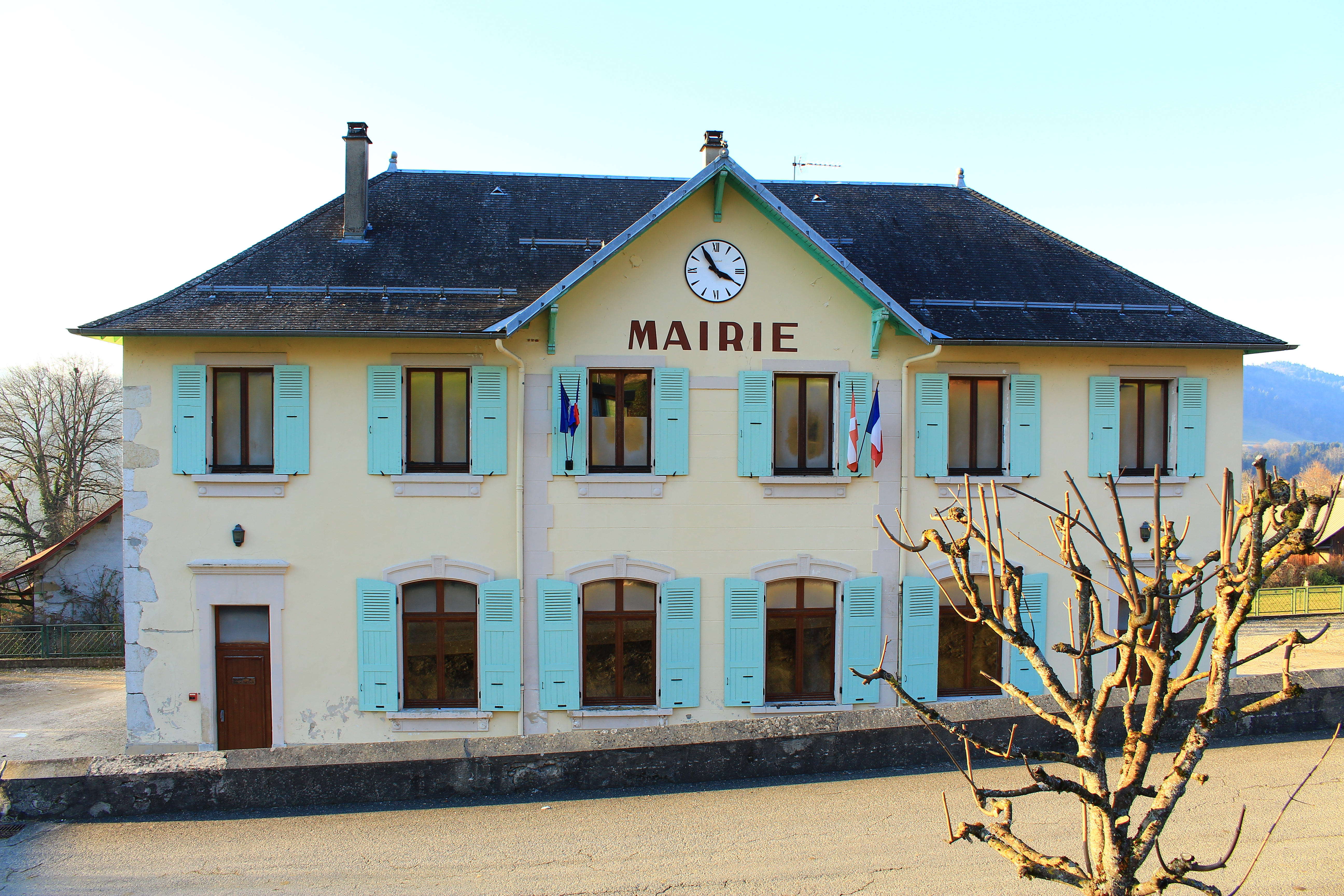
La Mairie

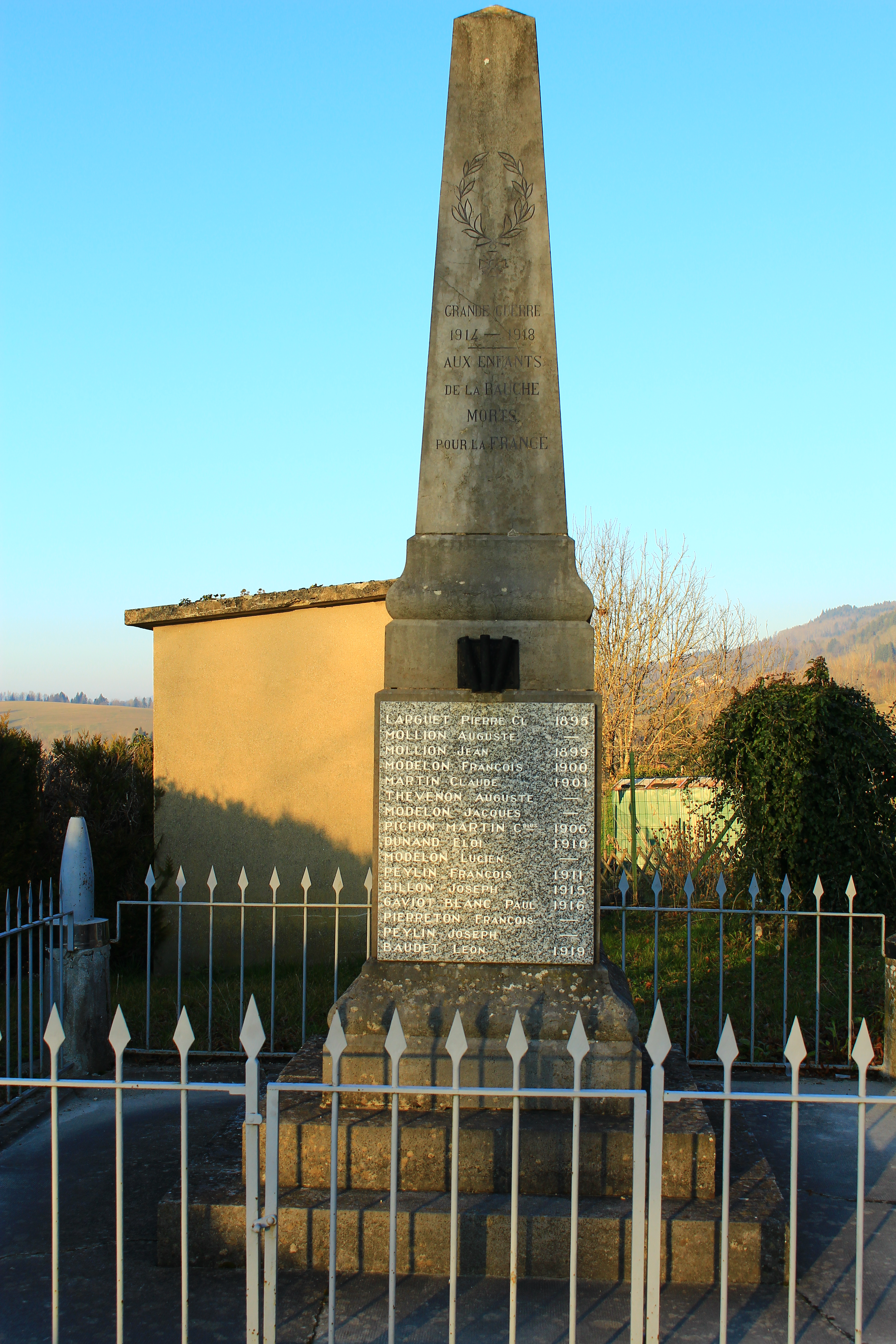
Le monument aux Morts

- Le château de La Bauche est construit en 1733 par la famille Perrin. Il devient célèbre après qu'une source d'eau minérale y fut découverte en 1862. Le château se transforme alors, sous la houlette de son propriétaire Edouard Crotti, Comte de Costigliole, en station thermale très réputée. L'eau captée est également mise en bouteille atteignant 100 000 bouteilles expédiées en 1875[16]. Le château est également aménagé en hôtel de standing, La Perle de Savoie, et des dragées, à l'eau de La Bauche, sont vendues dans toute la France. Le nombre de curistes chute après 1914 et la station thermale ferme en 1936, transformée en centre de vacances des œuvres sociales de la Marine Nationale. Il est racheté par la commune en 2002.
- L'église actuelle fut construite sur l'emplacement exact de l'ancienne église, devenue trop vétuste. Les travaux débutèrent en 1869 et prirent fin en 1875. Le sable utilisé provenait de Saint-Pierre-de-Genebroz, la chaux de Lépin et les ardoises de Villargondran. L'église renferme un tableau peint par Xavier de Maistre et offert par l'artiste à la paroisse où il séjourna régulièrement durant sa jeunesse[16].
- La mairie fut construite à partir de 1864 et achevée en 1870. Elle abritait également l'école communale.
- Le monument aux morts, élevé en 1923, rend hommage aux 16 baucherains morts pour la France durant la première guerre mondiale.

### Patrimoine naturel
La commune fait partie du parc naturel régional de Chartreuse.

#### Protection du ciel et de l'environnement nocturne
La commune possède, à l'édition de 2017, le niveau maximum (5 étoiles) au label « Villes et Villages Étoilés », décerné par l'Association Nationale pour la Protection du Ciel et de l'Environnement Nocturne (ANCEN).

### Personnalités liées à la commune

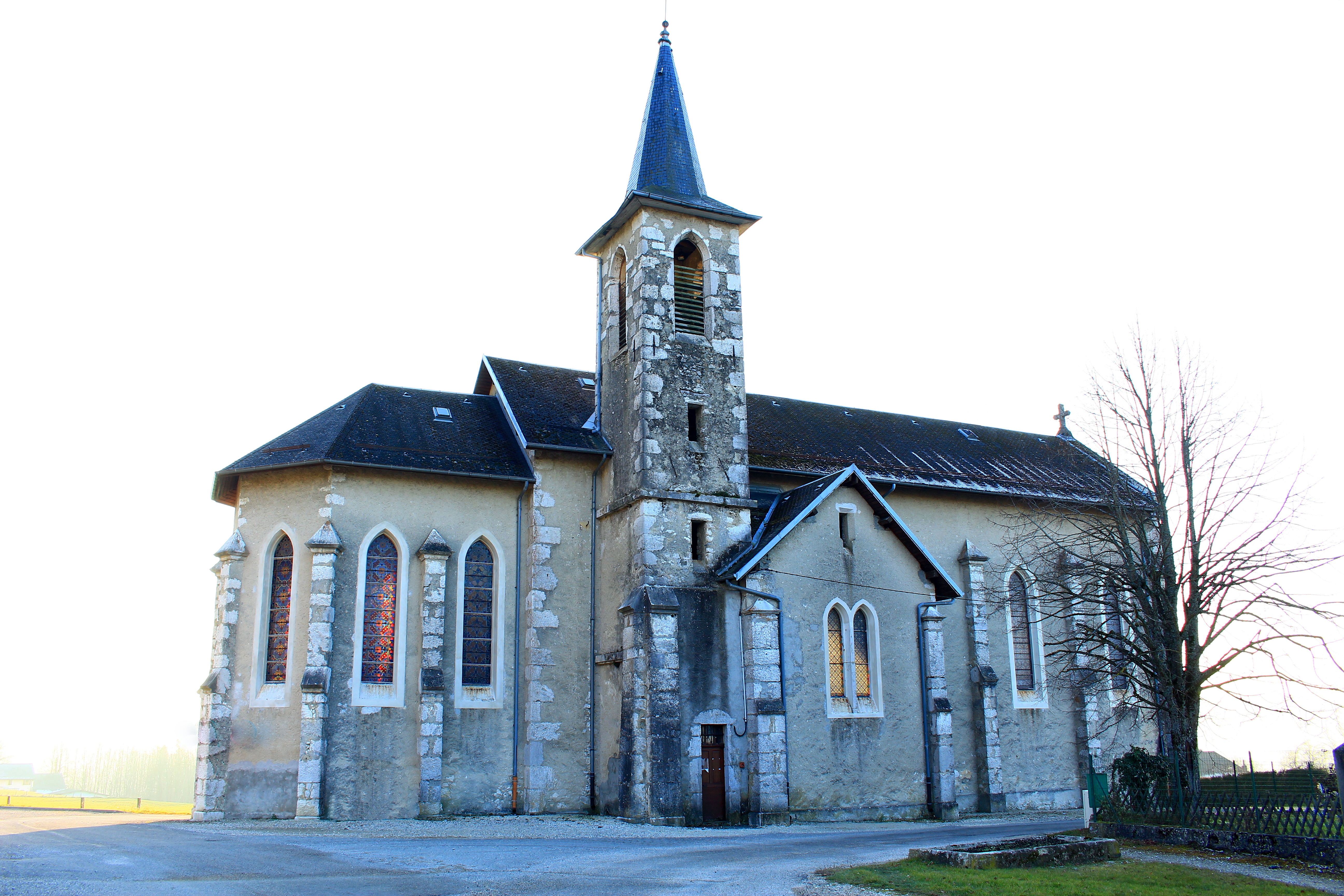
L'église.

- L'abbé André Isnard (1728-1823) est le curé de la paroisse N.D. de l'Assomption pendant soixante ans. Il donne des cours de français et de dessin qui marquent le destin de Xavier de Maistre. L'abbé Isnard reste au milieu de ses ouailles pendant toute la tempête révolutionnaire. Il échappe aux perquisitions des gendarmes en se réfugiant chez les habitants de La Bauche qui ne l'ont jamais trahi. Il symbolise l’héroïsme des prêtres savoyards, victimes du régime de la Terreur, dont plus de mille religieux réfractaires sont alors exilés, déportés ou même fusillés par les révolutionnaires français. L'abbé Isnard meurt à quatre-vingt-quinze ans, le 18 avril 1823. Son souvenir est perpétué et célébré par les descendants des Bauchois reconnaissants.[réf. nécessaire]
- Xavier de Maistre, artiste et écrivain savoyard, orphelin de sa mère à l'âge de 10 ans,  passe tous les étés de son adolescence au château de La Bauche, chez son oncle et sa tante maternelle Perrin d'Avressieux. Il y fait sa première communion[16].
- Le comte Édouard Crotti de Costigliole (Edoardo Crotti di Costigliole), né le 21 octobre 1799 à Saluces (Coni), est issu d'une des plus vieilles familles de la ville, deuxième fils du comte Alessandro, intendant général de Nice (à partir de 1819) et de Marianna Joséphine Chavros de La Chavanne, d'origine savoyarde. À Aoste, il fonde une société de bon secours pour réduire la mendicité et le vagabondage : annexée à la collégiale de la ville, l'œuvre tombe avec la suppression de cette collégiale ordonnée par les lois ecclésiastiques du Piémont de 1854. Il fonde une œuvre charitable pour accueillir douze enfants touchés par le crétinisme, partant du principe qu'un système de rééducation adéquat pourrait les normaliser et il obtient pour cela le parrainage de Victor-Emmanuel qui lui décerne une médaille d'or en 1857. Il est député de la VIe législature du royaume de Sardaigne (1857-1860) et de la Xe législature du royaume d'Italie (1867-1870). Il hérite, par sa mère, le château de La Bauche, en 1854. Il procède alors à la remise en état et au défrichement des terres marécageuses, favorise la construction de la route entre Les Échelles, Novalaise et Yenne et de celle entre Les Échelles et Chambery en y investissant de ses deniers personnels. Après 1862 et la redécouverte de la source d'eau minérale ferrugineuse,  il soutient son fils pour  l'exploitation industrielle de l'eau et la création de la station thermale. En 1869, il finance la reconstruction de l'église paroissiale de La Bauche. Il meurt à Aoste le 25 septembre 1870[27].